# Madagasikara madagascariensis
Madagasikara madagascariensis is een slakkensoort uit de familie van de Pachychilidae. De wetenschappelijke naam van de soort is voor het eerst geldig gepubliceerd in 1840 door Grateloup. De slak behoort tot het geslacht Madagasikara.
De slak leeft in zoet water en is endemisch in Madagaskar.

## Synoniemen
- Melania madagascariensis Grateloup, 1840
- Pirena madagascariensis
- Melanatria madagascariensis
- Melania dusabonis Grateloup, 1840
- Melania bicarinata Grateloup, 1840
- Pirena debeauxiana Crosse, 1862
- Melanatria debeauxiana
- Melanatria fluminea

1. ↑  (en) Madagasikara madagascariensis op de IUCN Red List of Threatened Species.